# Erzincan (provincie)
Erzincan is een provincie in Turkije. De provincie is 11.974 km² groot en heeft 234.747 inwoners (2019). De hoofdstad is het gelijknamige Erzincan en herbergt bijna 70% van de totale bevolking van de provincie Erzincan.

## Bevolking
Op 31 december 2019 telde de provincie Erzincan 234.747 inwoners. Met een bevolkingsdichtheid van minder dan 20 inwoners per vierkante kilometer is Erzican, op de naburige provincie Tunceli na, de dunbevolkste provincie in Turkije. In de provincie wonen Turken, Koerden en Zaza. 
| Bevolking | 132.325 | 158.498 | 197.770 | 243.005 | 276.122 | 282.022 | 299.251 | 316.841 | 224.949 | 234.747 |

Op 31 december 2019 was 19,36% van de bevolking jonger dan 15 jaar, terwijl zo'n 12,23% van de bevolking 65 jaar of ouder was. In 2017 bedroeg het vruchtbaarheidscijfer 1,72 kinderen per vrouw, een scherpe daling vergeleken met 2,54 kinderen per vrouw in 2000.

#### Religie
In Erzincan wonen zowel soennitische (ca. 70%) als alevitische moslims (ca. 30%). In de twintigste eeuw vormden alevieten nog een meerderheid van de bevolking van Erzincan. De alevieten woonden oorspronkelijk in dorpen op het platteland, in de districten Tercan,  Refahiye en Kemaliye, die veelal zwaarder door emigratie getroffen zijn, vergeleken met soennitische nederzettingen. Hierdoor is het percentage alevieten in de bevolking gedaald, terwijl het percentage soennieten is gestegen. Ongeveer 320 van de 522 dorpen in Erzincan hebben een alevitische bevolkingsmeerderheid. 
'Hidir Abdal Sultan' is een heilige onder de alevieten. Zijn graf bevindt zich in het dorp Ocak, in het district Kemaliye. Hij was de zoon van ‘Karaca Ahmet Sultan’. Hidir Abdal Sultan richtte een Alevi-orde op en verspreidde, net als zijn vader, het alevitisme in Anatolië. Ter gelegenheid van zijn eer wordt er elk jaar in augustus een ceremonie gehouden in het dorp Ocak.
Ook 'Hasan Efendi', wiens graf zich in het dorp Başköy in het district  Çayirli bevindt, is ook een belangrijke heilige voor de alevieten.

## Aardbevingen
Erzincan is een provincie die vaak door aardbevingen wordt getroffen. De zwaarste aardbeving in Turkije vond op 27 december 1939 plaats. Ongeveer 33 duizend personen kwamen om in de stad Erzincan na een aardbeving met een kracht van 7,9 op de schaal van Richter. In maart 1992 vond opnieuw een aardbeving in Erzincan, dit keer met een kracht van 6,8 op de schaal van Richter. Het dodental bedroeg toen 653 personen, terwijl het aantal gewonden op ongeveer vierduizend werd geschat.

## Bestuurlijke indeling

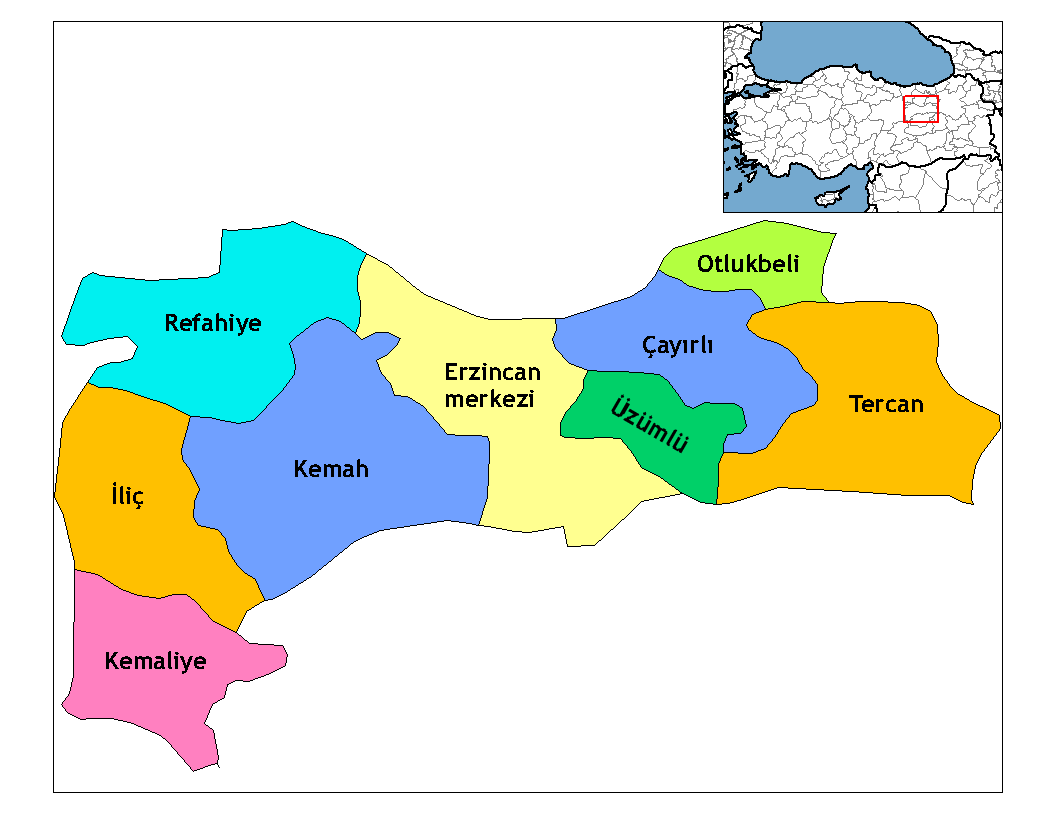
Districten van Erzincan

### Districten
De provincie bestaat uit de volgende negen districten:
| - Çayırlı - Erzincan - İliç | - Kemah - Kemaliye - Otlukbeli | - Refahiye - Tercan - Üzümlü |